# Campeonato Uruguayo de Fútbol Playa
La Campeonato Uruguayo de Fútbol Playa, en años anteriores llamado Torneo Metropolitano de Fútbol Playa, es la categoría de fútbol playa en Uruguay, y es organizada por la Asociación Uruguaya de Fútbol. Todos sus partidos se disputan en el principal estadio de esta disciplina en el país, el Estadio Arenas del Plata.

## Sistema de disputa
El escenario en el que se desarrolla el torneo es el Estadio Arenas del Plata, e históricamente es donde se han desarrollado estos eventos. Tiene una capacidad para 2.500 espectadores.
El equipo campeón clasifica a la Conmebol Libertadores de Fútbol Playa.

## Historia

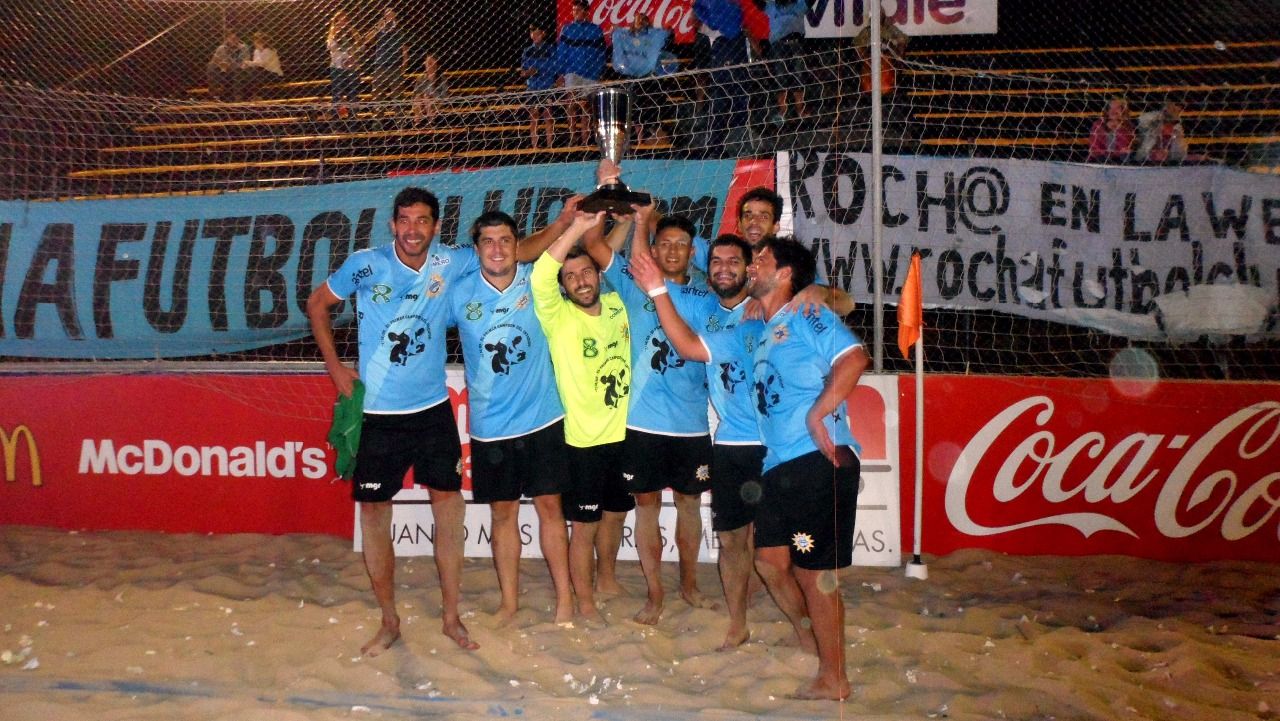
Rocha, equipo campeón de la Copa de Plata en 2017

Desde 2006 se empezaron a disputar torneos de fútbol playa en Uruguay. La liga uruguaya de fútbol playa siempre se disputó durante el verano. Hace algunos años que se práctica, en la edición del 2010 participaron 10 equipos.
El torneo de 2016 contó con la participación del "Chino" Recoba como principal atractivo. El experimentado futbolista, quien tuvo una destacable actuación, defendió en esa edición al Racing Club de Montevideo (vicecampeón del certamen).

## Equipos participantes
Notas: Los datos estadísticos corresponden a los campeonatos uruguayos oficiales. Las fechas de fundación de los equipos son las declaradas por los propios clubes implicados. La columna «Estadio» refleja el estadio donde el equipo más veces oficia de local en sus partidos, pero no indica que el equipo en cuestión sea propietario del mismo.
|  | Club            |  | Ciudad     | Estadio          | Capacidad | Fundación             | Temporadas | Temporadas Consecutivas | Títulos | 2016 | Indumentaria |
|  | --------------- |  | ---------- | ---------------- | --------- | --------------------- | ---------- | ----------------------- | ------- | ---- | ------------ |
|  | Banco República |  | Montevideo | Arenas del Plata | 2.500     |                       |            |                         |         |      | Bandera de ? |
|  | Bella Vista     |  | Montevideo | Arenas del Plata | 2.500     | 4 de octubre de 1920  |            |                         |         | 1º   | Bandera de ? |
|  | Boston River    |  | Montevideo | Arenas del Plata | 2.500     | 25 de agosto de 1960  |            |                         |         |      | Bandera de ? |
|  | Central Español |  | Montevideo | Arenas del Plata | 2.500     | 5 de enero de 1905    |            |                         |         |      | Bandera de ? |
|  | Cerrito         |  | Montevideo | Arenas del Plata | 2.500     | 28 de octubre de 1929 |            |                         |         |      | Bandera de ? |
|  | Malvín          |  | Montevideo | Arenas del Plata | 2.500     | 28 de enero de 1938   |            |                         |         |      | Bandera de ? |
|  | Parque Cubano   |  | Montevideo | Arenas del Plata | 2.500     |                       |            |                         |         |      | Bandera de ? |
|  | Progreso        |  | Montevideo | Arenas del Plata | 2.500     | 30 de abril de 1917   |            |                         |         |      | Bandera de ? |
|  | Racing          |  | Montevideo | Arenas del Plata | 2.500     | 6 de abril de 1919    |            |                         |         |      | Bandera de ? |
|  | Rampla Juniors  |  | Montevideo | Arenas del Plata | 2.500     | 7 de enero de 1914    |            |                         |         |      | Bandera de ? |
|  | Rocha           |  | Rocha      | Arenas del Plata | 2.500     | 1 de agosto de 1999   |            |                         |         |      | Bandera de ? |
|  | Rodó            |  | Montevideo | Arenas del Plata | 2.500     |                       |            |                         |         |      | Bandera de ? |

## Campeones

### Títulos por año
| Liga Uruguaya de Fútbol Playa |      |  |             |               |  |                  |
| 2016                          | I    |  | Malvín      | 3-2           |  | Racing           |
| 2017                          | II   |  | Malvín      | 6-2           |  | Bella Vista      |
| 2018                          | III  |  | Bella Vista | 5-5 (3-1 pen) |  | Racing           |
| 2019                          | IV   |  | Racing      | 7-6           |  | Bella Vista      |
| 2020                          | V    |  | Malvín      | 9-8           |  | Bella Vista      |
| 2021                          | VI   |  | Cerrito     | 5-5 (2-3 pen) |  | Malvín           |
| 2022                          | VII  |  | Cerrito     | 2-1           |  | Peñarol          |
| 2023                          | VIII |  | Cerrito     | 7-7 (7-6 pen) |  | Peñarol          |
| 2024                          | IX   |  | Cerrito     | 6-5           |  | Peñarol          |
| 2025                          | X    |  | Terremoto   | 5-4           |  | Fc Toledo Keguay |
|                               |      |  |             |               |  |                  |